# Новотрясов, Артур Николаевич
Арту́р Никола́евич Новотря́сов (укр. Артур Миколайович Новотрясов; 19 июля 1992, Евпатория, Крым, Украина) — украинский футболист, защитник клуба «Виктория».

## Карьера

### Клубная
Воспитанник симферопольского Училища олимпийского резерва, тренер — С. В. Пронин. В ДЮФЛ провёл 80 игр, забил 38 голов. С 2009 по 2012 выступал в Первой лиге за «Крымтеплицу» из Молодёжного, в 62 матчах первенства забил 3 мяча. Новотрясов стал игроком основного состава, когда главным тренером клуба был Николай Федорко.
В октябре 2012 подписал трёхлетний контракт с командой Премьер-лиги симферопольской «Таврией», за которую, однако, ни разу в итоге не сыграл. В 2013 году на правах аренды выступал снова в Первой лиге за черновицкую «Буковину», в 28 встречах отметился 3 голами.
В январе 2014 пополнил ряды львовских «Карпат», с которыми заключил контракт на 4 года. В основном составе «Карпат» дебютировал 23 августа 2014 в игре 1/16 финала Кубка Украины против клуба «Чайка», а 5 апреля 2015 впервые сыграл в Премьер-лиге в матче против запорожского «Металлурга». 1 ноября 2016 года Артур покинул состав львовских «Карпат».
20 января 2017 года подписал контракт с клубом «Ильичёвец», который возглавлял Александр Севидов, под руководством которого Артур выступал уже дважды (в «Крымтеплицы» и «Карпатах»). В июле того же года прекратил сотрудничество с мариуполькою командой. Что стало причиной прекращения трудовых отношений не сообщалось, хотя при этом Артур провел полноценную подготовку к стартовавшему сезону.
В том же месяце подписал контракт с одесским «Черноморцем». Однако в начале сентября того же года покинул состав «моряков». Для Новотрясова это был уже второй уход из команды после того как её возглавляет Олег Дулуб (первый раз в «Карпатах»).
Вскоре подписал контракт с футбольным клуб «Ингулец» (Петрово). Дебютировал за «Ингулец» 10 сентября 2017 года в матче против клуба «Гелиос», в то же время этот матч стал 100-м для Новотрясова в первой лиге Украины. В конце ноября 2018 года по обоюдному согласию сторон покинул клуб.
Зимнее межсезонье, как и прежде проводил в Черновцах. А в феврале 2019 года вернулся в «Крымтеплицу», которая выступала уже не в украинских соревнованиях, а в Премьер-лиге Крымского футбольного союза под эгидой УЕФА. В 2021 году отправился в Казахстан, где играл в перволиговой команде «Кыран».
Летом 2022 года после 8-летнего перерыва снова стал игроком «Буковины». Перед стартом 2023/24 сезона был избран капитаном команды (впоследствии вице-капитаном), а 6 августа 2023 года Артур провел 50-й официальный матч в «футболке» черновицкой «Буковины» (47 матчей в первой лиге и 3 кубковых поединка). 8 октября 2023 года Новотрясов провел 150-й официальный матч в первой лиге Украины.

### В сборной
В 2011 году сыграл 1 матч за юношескую сборную Украины (до 19 лет).

## Достижения
- Победитель Первой лиги Украины: 2017
- Бронзовый призёр Первой лиги Казахстана: 2021

## Статистика
| Соревнования                 | Матчи | Количество забитых мячей |
| ---------------------------- | ----- | ------------------------ |
| Премьер-лига Украины         | 32    | 0                        |
| Первая лига Украины          | 176   | 9                        |
| Кубок Украины                | 12    | 0                        |
| Первая лига Казахстана       | 20    | 4                        |
| Вторая лига Украины          | 3     | 0                        |
| Кубок украинской лиги        | 6     | 1                        |
| Молодёжный чемпионат Украины | 22    | 1                        |
| Всего за карьеру             | 271   | 15                       |

## Личная жизнь
Женат. Воспитывает сына.